# Гай (Могіленський повіт)
Гай (пол. Gaj) — село в Польщі, у гміні Єзьора-Великі Могіленського повіту Куявсько-Поморського воєводства.
Населення — 361 особа (2011).

## Демографія
Демографічна структура станом на 31 березня 2011 року:
|          | Загалом | Допрацездатний вік | Працездатний вік | Постпрацездатний вік |
| -------- | ------- | ------------------ | ---------------- | -------------------- |
| Чоловіки | 171     | 26                 | 129              | 16                   |
| Жінки    | 190     | 38                 | 116              | 36                   |
| Разом    | 361     | 64                 | 245              | 52                   |